# استنوزواسپرمی
استنوزواسپرمی (یا آستنواسپرمی) اصطلاح پزشکی برای کاهش تحرک اسپرم است. استنوزواسپرمی کامل، یعنی ۱۰۰٪ اسپرم غیر متحرک در انزال که در نرخ ۱ از هر ۵۰۰۰ مرد گزارش شده است. علل استنوزواسپرمی کامل شامل کمبودهای متابولیک، ناهنجاری‌های فراساختاری تاژک اسپرم (به دیسکینزی مژگانی اولیه مراجعه کنید) و نکروزواسپرمی است.
این بیماری کیفیت اسپرم را کاهش می‌دهد و بنابراین یکی از دلایل اصلی ناباروری یا کاهش باروری در مردان است. تزریق اسپرم روشی برای افزایش شانس بارداری است. درصد اسپرم زنده در استنوزواسپرمی کامل بین ۰ تا ۱۰۰ درصد متغیر است.